# Revolución Cultural de Libia
La Revolución Cultural (o Revolución Popular) en Libia fue un período de cambio político y social en Libia. Comenzó con la declaración de Muamar el Gadafi de una revolución cultural durante un discurso en Zuwara el 15 de abril de 1973. Esto se produjo después de que las crecientes tensiones entre Gadafi y sus colegas en el Consejo del Comando Revolucionario (CCR) lo llevaron a aceptar renunciar. Gadafi le había dicho al RCC que anunciaría su renuncia a la gente en el discurso de Zuwara, pero en cambio los sorprendió con su declaración de la Revolución Cultural. Al final del período de la Revolución Cultural, Gadafi era el líder indiscutible de Libia. 
La Revolución Cultural continuó hasta al menos septiembre de 1974, cuando la independencia de acción de los Comités del Pueblo fue reducida por el liderazgo nacional en el Consejo del Comando Revolucionario. En un sentido más amplio, llegó a su conclusión en el establecimiento del "estado de las masas" de Gadafi ("jamahiriya") en 1977. 
La revolución cultural se presentó como un período de democratización, un retorno a los valores árabes e islámicos y una movilización popular espontánea contra cinco amenazas identificadas al poder del pueblo: comunismo, conservadurismo, capitalismo, ateísmo y la Hermandad Musulmana. 
En la práctica, la revolución cultural marcó el comienzo de la marginación de otros líderes políticos y religiosos libios y la concentración de poder en Gadafi. 

## Antecedentes
La población de Libia está basada en una sociedad islámica tradicional centrada en la mezquita y las reuniones familiares. Los italianos gobernantes y su intento de occidentalizar Libia no fue favorecido por los libios. Gadafi pudo dejar que las tribus libias lo acordaran como líder y no se opusiera a su promesa de mantener a Libia como una sociedad islámica tradicional, en el que sus numerosos discursos que abordaban la importancia del Islam es lo que hizo que a la gente le gustara. 
1973 fue el cuarto año de poder para el Consejo del Comando Revolucionario (RCC) que derrocó a la monarquía bajo el liderazgo de Gadafi y creó la República Árabe Libia. Aunque el golpe se había reunido con una aprobación pública generalizada, los miembros del RCC tenían una educación limitada y ninguna experiencia del gobierno. El país experimentó mala gestión, confusión, desorden y dificultades económicas, incluido el desempleo generalizado. 
Aunque era el líder reconocido de la RCC gobernante, el comportamiento difícil y petulante de Gadafi, la ambición cada vez mayor, la creciente arrogancia y el enfoque cada vez más autoritario hacia sus colegas habían provocado tensiones que culminaron en la RCC exigiendo su renuncia. Gadafi se negó sobre la base de que el CCR (que había llegado al poder, incluido Gadafi, en un golpe de Estado) no había sido elegido y, por lo tanto, no podía pedir ni aceptar su renuncia. Cuando los miembros del CCR respondieron que Gadafi no había sido elegido con ellos, aceptó dar un discurso en Zuwara anunciando su renuncia al pueblo, en lugar del CCR. En cambio, utilizó el discurso para declarar el comienzo de una Revolución Cultural, y utilizó la rápida movilización masiva de sus partidarios para establecer su liderazgo indiscutible sobre el país. 
Fue durante las primeras etapas de la revolución cultural que Libia lideró a las naciones árabes en la crisis petrolera de 1973, como la primera en imponer un embargo petrolero a los Estados Unidos. 

## Los cinco puntos
La "remodelación de la sociedad libia" contenida en las visiones ideológicas de Gadafi comenzó a ponerse en práctica formalmente a partir de 1973 con una llamada revolución cultural o popular. Esta revolución fue diseñada para combatir la ineficiencia burocrática, la falta de interés público y la participación en el sistema gubernamental subnacional, y los problemas de coordinación política nacional. 
La revolución cultural se organizó en torno a un programa oficial de cinco puntos: 
- La anulación de todas las leyes existentes.
- La represión del comunismo, el baazismo, el conservadurismo, el fascismo, los ateos, la Hermandad Musulmana y el capitalismo.
- La distribución de armas a la gente.
- Reforma administrativa y purga de la administración.
- La promoción del pensamiento islámico y el rechazo de ideas no islámicas de otros países y culturas.

## Formación de comités populares
Se establecieron comités populares en todo el país para introducir o hacer cumplir la revolución cultural y controlar la revolución desde abajo. 
En un intento por infundir fervor revolucionario en sus compatriotas e involucrar a un gran número de ellos en los asuntos políticos, Gadafi los instó a desafiar a la autoridad tradicional y asumir y administrar los órganos del gobierno. El instrumento para hacer esto fue el comité popular. En unos pocos meses, tales comités se encontraron en toda Libia. Se basaron funcional y geográficamente y finalmente se hicieron responsables de la administración local y regional. 
Se establecieron comités populares en organizaciones tan divergentes como universidades, empresas privadas, burocracias gubernamentales y medios de difusión. Se formaron comités con base geográfica en los niveles de gobernación, municipal y de zona (más bajo). Los escaños en los comités populares a nivel de zona se llenaron por elección popular directa; los miembros elegidos podrían ser seleccionados para el servicio en los niveles superiores. A mediados de 1973, las estimaciones de la cantidad de comités populares superaron los 2.000. 
En el ámbito de sus tareas administrativas y regulatorias y el método de selección de sus miembros, los comités populares supuestamente encarnaban el concepto de democracia directa que Gadafi propuso en el primer volumen de El Libro Verde, que apareció en 1976. El mismo concepto subyace a las propuestas para crear una nueva estructura política compuesta por "congresos populares". La pieza central del nuevo sistema fue el Congreso General del Pueblo (GPC), un organismo representativo nacional destinado a reemplazar el RCC. 

## Supresión de la disidencia
Uno de los principales efectos del empoderamiento de los comités populares fue la persecución de los enemigos del régimen. Los comités actuaron como órganos locales del Gobierno nacional. Despidieron a muchos funcionarios públicos y empleados estatales de sus puestos. Al mismo tiempo, los agentes de la Stasi de Alemania Oriental ayudaron a desarrollar servicios que se dedicaron a una represión más brutal de los opositores al régimen. La asistencia de la Stasi llegó a pesar de la intención abiertamente declarada de suprimir tanto el comunismo como el ateísmo, porque la política declarada de Gadafi era que era un socialista, antiimperialista, anticapitalista y antiamericano. Las purgas de 1973 inicialmente se concentraron en estudiantes universitarios en Trípoli y Benghazi y en oficiales del ejército libio.

## Aspectos religiosos
Uno de los objetivos de la revolución cultural fue la sustitución del sistema legal existente por la sharia. La facultad de Derecho de la Universidad de Benghazi se encargó de esta tarea. El establecimiento religioso tradicional inicialmente apoyó esto. Sin embargo, Gadafi pronto creó controversia entre los líderes religiosos. Ambos cuestionaron la necesidad de juristas y eruditos islámicos (ulema) y al mismo tiempo se declaró a sí mismo como un jurista y erudito musulmán principal (mujtahid). También abandonó la dependencia tradicional sunita de las colecciones de hadices y la sunnah en favor de una referencia exclusiva al Corán como lo interpretó él mismo. Muchos juristas islámicos consideraron que Gadafi rechazó todo el cuerpo de la jurisprudencia de la sharia en favor de un proceso de interpretación (ijtihad) concentrado en sus propias opiniones. 

## Reducción del poder del comité
El Consejo de Comando Revolucionario nunca perdió el control de la situación y revirtió libremente las decisiones de los Comités Populares cuando lo deseaban. Sin embargo, en septiembre de 1974, el RCC condenó oficialmente los excesos por parte de los Comités del Pueblo y celebró nuevas elecciones para reemplazarlos. Desde este punto, los Comités Populares mostraron menos iniciativa para suprimir la disidencia en sus áreas locales, y confiaron más en informar a la variedad de agencias de seguridad del Estado que se desarrollaron a lo largo de los años. 